# Groupe antijuif
Le groupe antijuif (également appelé groupe antisémite nationaliste) est un groupe parlementaire d'extrême droite à la Chambre des députés de la Troisième République française. Formé au printemps 1898, il s'est montré peu actif pendant le reste de la VIIe législature (1898-1902).

## Histoire

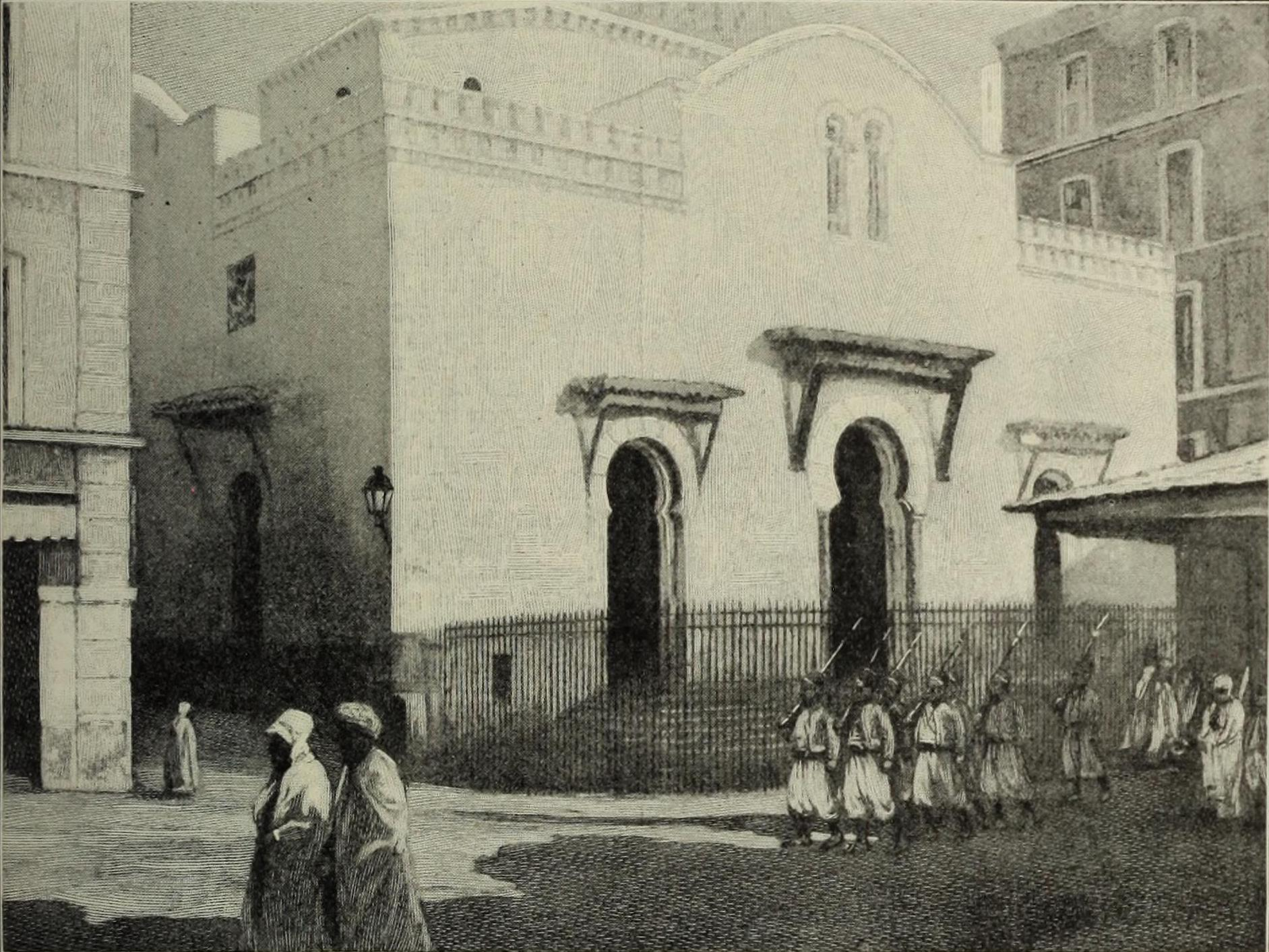
Relève de la garde devant la Grande synagogue d'Alger pendant les émeutes de 1898.

Attisé nationalement par l'affaire Dreyfus et, localement, par les troubles antijuifs algériens, l'antisémitisme politique fait son entrée à la Chambre après les élections législatives de 1898. L'un des nouveaux élus n'est autre que le polémiste Édouard Drumont, auteur de La France juive et directeur de La Libre Parole.
C'est sous sa présidence que le groupe antijuif se forme le 3 juin 1898 autour d'une quinzaine de députés, bientôt rejoints par d'autres adhérents. Le 30 octobre, ce « groupe antisémite nationaliste » publie un manifeste réaffirmant la culpabilité de Dreyfus et la nécessité « de délivrer la France entière du joug des juifs ».
À l'image du caractère composite de l'antisémitisme de Drumont, qui emprunte aussi bien à l'antijudaïsme catholique traditionnel qu'à l'anticapitalisme de la gauche révolutionnaire, le groupe est très hétéroclite, associant des monarchistes (royalistes ou bonapartistes) à des républicains nationalistes, ralliés, progressistes ou radicaux, ainsi qu'à d'anciens blanquistes souvent passés par le boulangisme. Le groupe n'étant pas fermé, plusieurs de ses membres sont également inscrits à d'autres formations parlementaires : cinq d'entre eux font ainsi partie du groupe radical-socialiste avant d'en être exclus le 21 décembre.
Parmi les revendications portées par le groupe figurent la libération de l'agitateur antijuif Max Régis et l'abrogation du décret Crémieux. Drumont et 65 autres députés déposeront d'ailleurs une proposition de loi dans ce sens le 10 février 1899. Leurs revendications seront combattues à la tribune par le socialiste Gustave Rouanet.
La faiblesse idéologique de son dénominateur commun et la médiocrité oratoire de son président expliquent la marginalité puis la disparition rapide du groupe antijuif, qui semble s'être fondu dès 1899 dans les rangs peu organisés de l'opposition de droite, notamment via le groupe de la Défense nationale présidé par Georges Berry. De plus, la répression de l'agitation nationaliste antidreyfusarde à partir de 1899 puis les dissensions causées par la rupture entre Drumont et Jules Guérin ont entraîné de nombreuses défections.
Afin de préparer les élections de 1902, l'équipe de La Libre Parole crée en 1901 un comité électoral, le Comité national antijuif, qui soutient plusieurs candidats antisémites. Mais la plupart de ces derniers, ainsi que Drumont lui-même, sont battus, ce qui empêche la formation d'un nouveau groupe antijuif. La sensibilité antisémite reste cependant présente à la Chambre, principalement au sein du groupe républicain nationaliste et de celui de l'Action libérale (catholiques ralliés), qui accueillent une douzaine de membres de l'ancien groupe de Drumont.

## Membres
| |  |  |
| Édouard Drumont, le général Jacquey et Émile Morinaud, respectivement président, vice-président et secrétaire du groupe (dessins de Maurice Dulac, 1898). |  |  |

Membres communs à la liste donnée par La Libre Parole en juin 1898 et à celle établie par Laurent Joly en 2007, à partir des travaux de Bertrand Joly, d'un document d'archive non daté (AN, F7 12459) et des souvenirs du journaliste Jean Drault (Drumont, la France juive et La Libre Parole, Paris, Société française d’éditions littéraires et techniques, 1935, p. 78-79) : quinze noms sont communs à ces trois sources, quinze autres à deux d'entre elles, tandis que deux de ces derniers noms, jugés « improbables », ont été retirés par l'historien :
- Charles Bernard[9]
- Paul de Cassagnac[9]
- Albert Chiché
- Paulin Daudé[9]
- Théodore Denis[9]
- Édouard Drumont (président)[9]
- Firmin Faure[9]
- Henry Ferrette
- Ludovic Gervaize[9]
- Armand Jacquey (vice-président)[2],[9]
- Joseph Lasies[9]
- Charles Marchal[9]
- Joseph Massabuau
- Robert de Maussabré[9]
- Lucien Millevoye[9]
- Émile Morinaud (secrétaire)[2],[9]
- Léonce Pascal[9]
- Fernand de Pontbriand[9]

Membres ne figurant que sur une de ces deux listes :
- François d'Aulan[11],[9]
- Abel Bernard[10],[4]
- Léon Borie[11]
- Gustave Cluseret[11],[9]
- Jules Delpech-Cantaloup[11],[9]
- Julien Dumas[11],[9]
- Régis de l'Estourbeillon[11],[9]
- Jules Galot[11],[9]
- Victor Gay[11],[9]
- Marcel Habert[11]
- Frédéric de Largentaye[11],[9]